# 先進戦術戦闘機計画
| YF-22 · YF-22                                             |
| YF-22 ライトニングⅡ（上）とYF-23 ブラックウィドウII（下） |

先進戦術戦闘機計画（せんしんせんじゅつせんとうきけいかく、英：Advanced Tactical Fighter、ATF）は、1980年代初頭にアメリカ空軍によって提案された、次世代戦術戦闘機の開発計画である。また、ATFは本計画で開発された戦闘機（現：F-22）を指す場合もある。

## 概要
1977年に初飛行したソビエト連邦のSu-27、及びMiG-29の登場を受けて、アメリカ空軍主力戦闘機F-15の後継機として提案された。アメリカ合衆国内の航空機メーカーからなる2チームによる試作機の開発、航空機エンジンメーカー2社によるエンジンの試作を実施した。
ロッキード社のYF-22ライトニングIIとノースロップ社のYF-23ブラックウィドウII、プラット＆ホイットニー社のYF119-PW-100とゼネラル・エレクトリック社のYF120-GE-100がそれぞれ完成し、各種試験が行われた。
比較試験によりロッキード社の「YF-22」、プラット＆ホイットニー社の「YF119-PW-100」が選定された。
選定前に行ったアメリカ空軍の試算では、ATFは1994年度の会計予算から調達を開始し、2007年度の会計予算までには750機の発注を見込んでいた。しかし、冷戦の終結と軍事予算の縮小、開発の遅滞などからF-22の配備は先延ばしされ、実戦配備が行われたのは2005年12月であった。また、生産予定数も大幅に削減され、2009年の時点での予定数は187機である。

## 開発経緯
F-16の配備が始まって間もなく、アメリカ空軍は新型戦闘機についての研究をスタートさせ、1981年11月にF-15代替計画がある事を明らかにした。 
ATFのコンセプトは、 1973年の第四次中東戦争の教訓が生かされた。この戦争で戦闘機勢力では圧倒的優位にあったイスラエルが、地対空ミサイル（SAM）と対空火器（AAA）により多数の損失を出している。特に、電波妨害（ECM）などで対処できるSAMに対して、誘導システムに依存せず妨害方法のないAAAは、低空を飛ぶ戦闘機にとって脅威であった。これを分析したアメリカ国防省は、対空兵器による被害を低減させるための低被観測性（ステルス性）と高速巡行を提唱した。これがステルス設計と、スーパークルーズの寄与という形で実現する事になる。また、計画初期は短距離離陸能力も盛り込まれたが、後に取り下げられた。
これを踏まえ、ATFには長距離航空優勢任務が求められた。つまり、ソ連領空内で防空戦闘機の無力化と味方爆撃機が侵攻できる航空優勢を確保するための機体とされた。また、1980年代半ばの一機あたりの目標コストは、約3,500万ドルとされた。

### エンジン

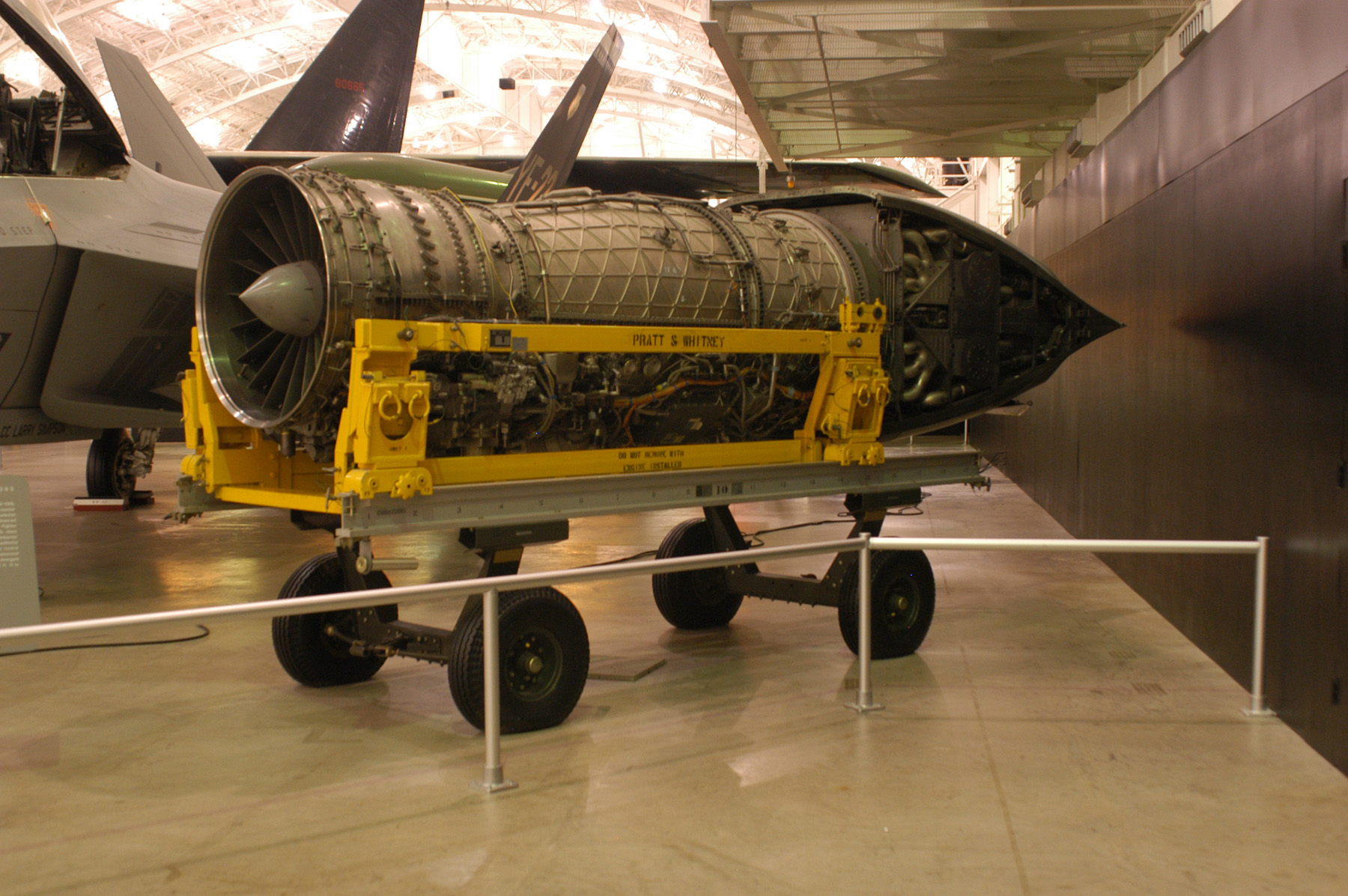
YF119-PW-100

本計画ではエンジンの試作が先行する形となり、また競争原理を導入する事となった。1983年9月にプラット＆ホイットニー社の「YF119-PW-100」と、ジェネラル・エレクトリック社の「YF120-GE-100」の試作が行われた。なお、これらのエンジンには1987年に二次元型可変推力方向機構と逆噴射機能（のちに予算削減のため破棄）を有する事が、新たに条件として加えられた。

### 試作機の開発

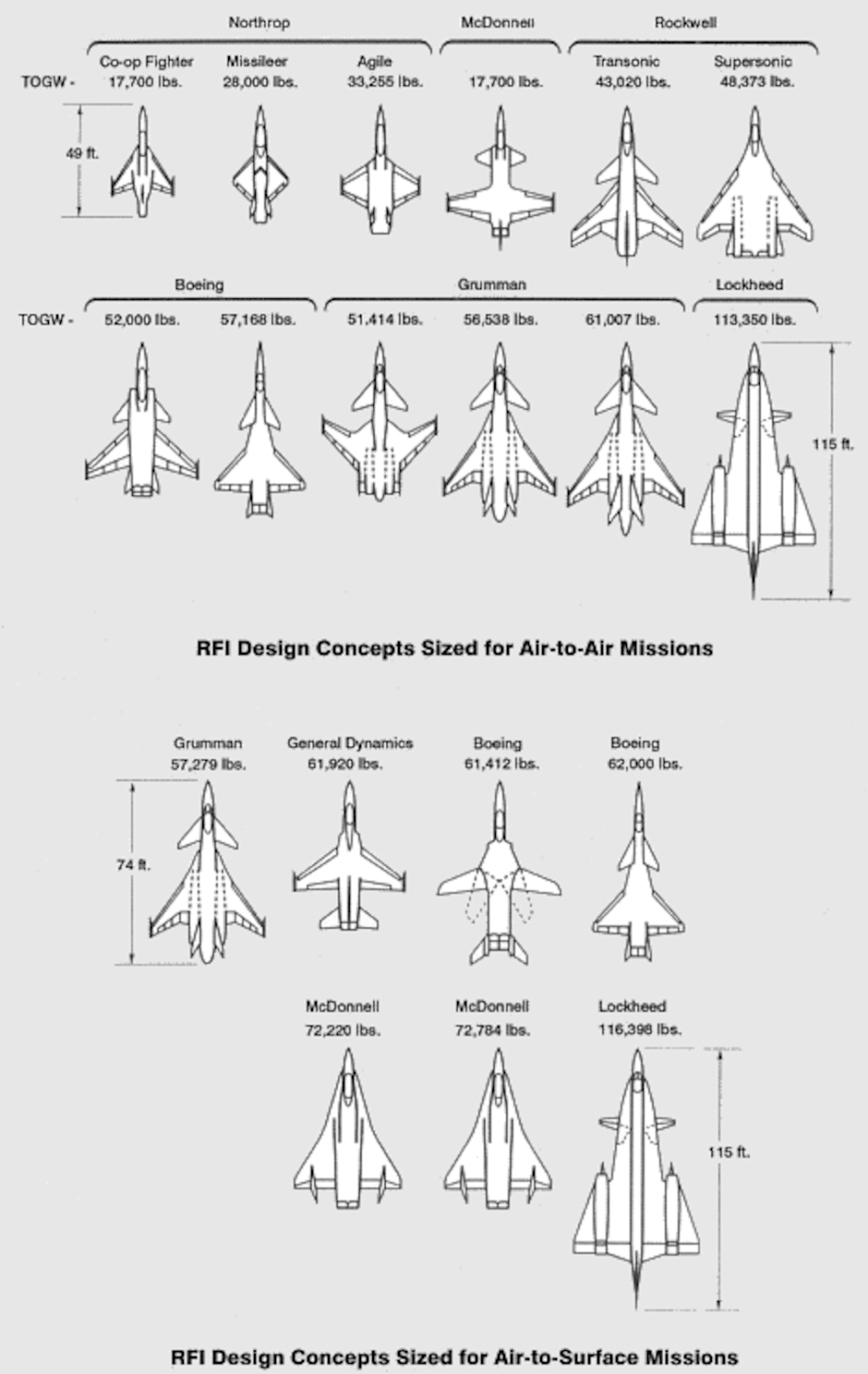
ATF計画での各社が提出した構想図

1985年9月にアメリカ国内の航空機メーカー7社に対して、アメリカ空軍はATF（先進戦術戦闘機）のコンセプトデザイン提出を求めた。また、「敵よりも先に発見し、先に（複数の敵機を）撃墜する」という条件を満たすよう規定した。「先に発見する」とは優れたレーダーを持ちつつ、自身が発見されぬように敵のレーダー・センサーに対するステルス技術を導入する事、「先に（複数の敵機を）撃墜する」という事は高度な射撃管制装置、及び長距離射程のミサイルを有する事を意味している。
この時、コンセプトデザインの提出を求められたのは、下記の7社である。
- ロッキード社
- ノースロップ社
- マクドネル・ダグラス社
- ジェネラル・ダイナミクス社
- ボーイング社
- ロックウェル社
- グラマン社

※社名は当時のもの
1986年7月、アメリカ空軍は提出されたデザイン案からロッキード社とノースロップ社の二案を選定し、候補機の開発を5社二チームに発注する事を決定する。チームはマクドネル・ダグラス社とノースロップ社のチームと、ロッキード社、ジェネラル・ダイナミクス社、ボーイング社のチームに分けられ、両チームとも二機のプロトタイプ機を50ヶ月間の開発契約、6億9千万ドルで受注する事となった。この時、コンセプトデザインの段階で選定にもれたマクドネル・ダグラス社、ボーイング社、ジェネラル・ダイナミクス社は共同開発に参加する事でATFに参画するチャンスを与えられた格好となり、ロックウェル社とグラマン社は参加を取りやめている。
試作機の発注後、一切の情報の発表を控えたノースロップ社に対し、ロッキード社は何枚もの完成予想図を公表している。ただし、この時公開されていた予想図はカナード翼を有したデルタ翼機と、F-22とは全く違った外観をしていた。
1989年にアメリカ空軍が試算したところ、本計画で開発した戦闘機は1994年度の会計予算から調達を開始するものとし、2007年度の会計予算までには750機の発注を見込んでいた。また、当時のアメリカ海軍のアメリカ海軍先進戦術戦闘機（NATF）としても546機の受注が期待されていた。

### ATF代替案
ATF計画はその当初から遅滞が問題となり、計画の見直し作業なども行われていた。ATFは21世紀のアメリカ空軍戦闘機の中核を担う存在とされており、計画自体の頓挫を危ぶまれたこともありいくつかのATF代替案が検討されていた。
一つはATFの単発型案である。これは計画の遅滞によるコスト高に対応し、かつ開発期間の短縮も見込んだものだが、単発機では運用要求を満たせないとされた。
そこでもう一つ取り上げられたのが、F-15制空戦闘機の発展型である。1988年末にアメリカ空軍の要求を受けたマクドネル・ダグラスが「F-15X」「F-15XX」という2案を提示した。
これに対してアメリカ空軍としては代替案よりはオリジナルのATFを望み、特にF-15XXには神経質になり1年以上前の古いデータを国防総省に示したり、代替案に関する資料の提出もスローペースにするなどの抵抗を行った。
なお、ペーパープランのみであったATF代替案は、機体とエンジン双方共に制式化の目処がついたことにより撤回された。

### アメリカ海軍先進戦術戦闘機
ATFをベースとしたF-14D艦上戦闘機の後継機開発計画も、当時アメリカ海軍内で存在した。これはATFと同様にステルス能力を有する艦上戦闘機の開発を目指したもので、NATF（Naval Advanced Tactical Fighter）などとも呼ばれた。
計画は1988年頃から進められ、後にATFと一本化される。F-22選定後（後述）、NATFには「F-22N」との仮称が与えられ、546機の受注が見込まれた。開発はF-22をベースとし、機体構造をF-22とある程度共通させると共に、艦上戦闘機として必要な装備の付属や機体強度のアップ、F-14と同様に可変翼を有するとした。
だが、ATFの開発遅滞や予算削減から1991年に同時開発はキャンセルされた。A-12艦上攻撃機の開発中止もあり、アメリカ海軍はF/A-18A/BをベースとしたF/A-18E/Fを開発している。
現在は、NATFに代わる機体として統合打撃戦闘機計画で開発中のF-35Cの導入を目指している。

### ロールアウト

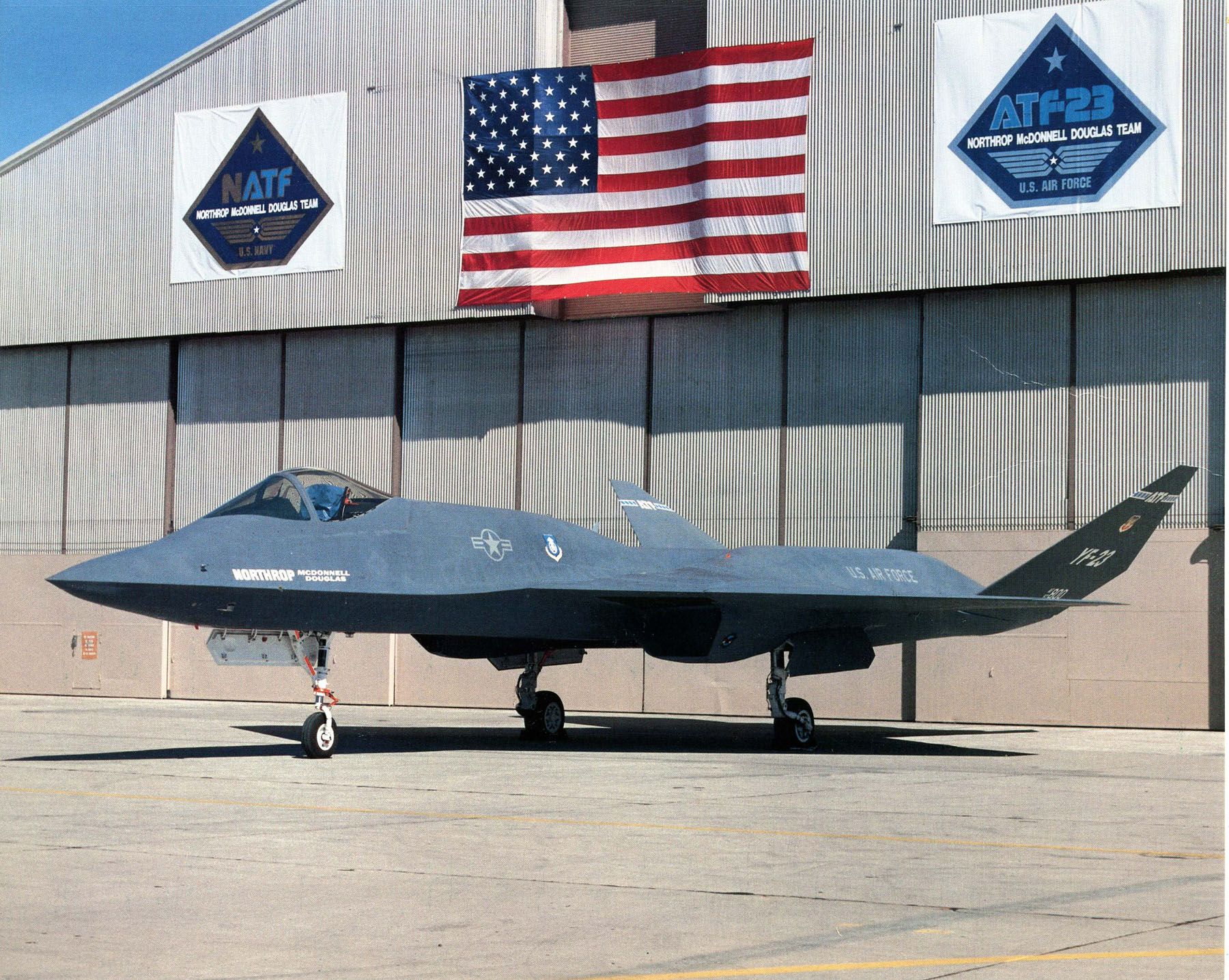
YF-23ブラックウィドウII
その形状と尾翼を二枚のみにする事で、垂直面を最小しステルス性を高めている

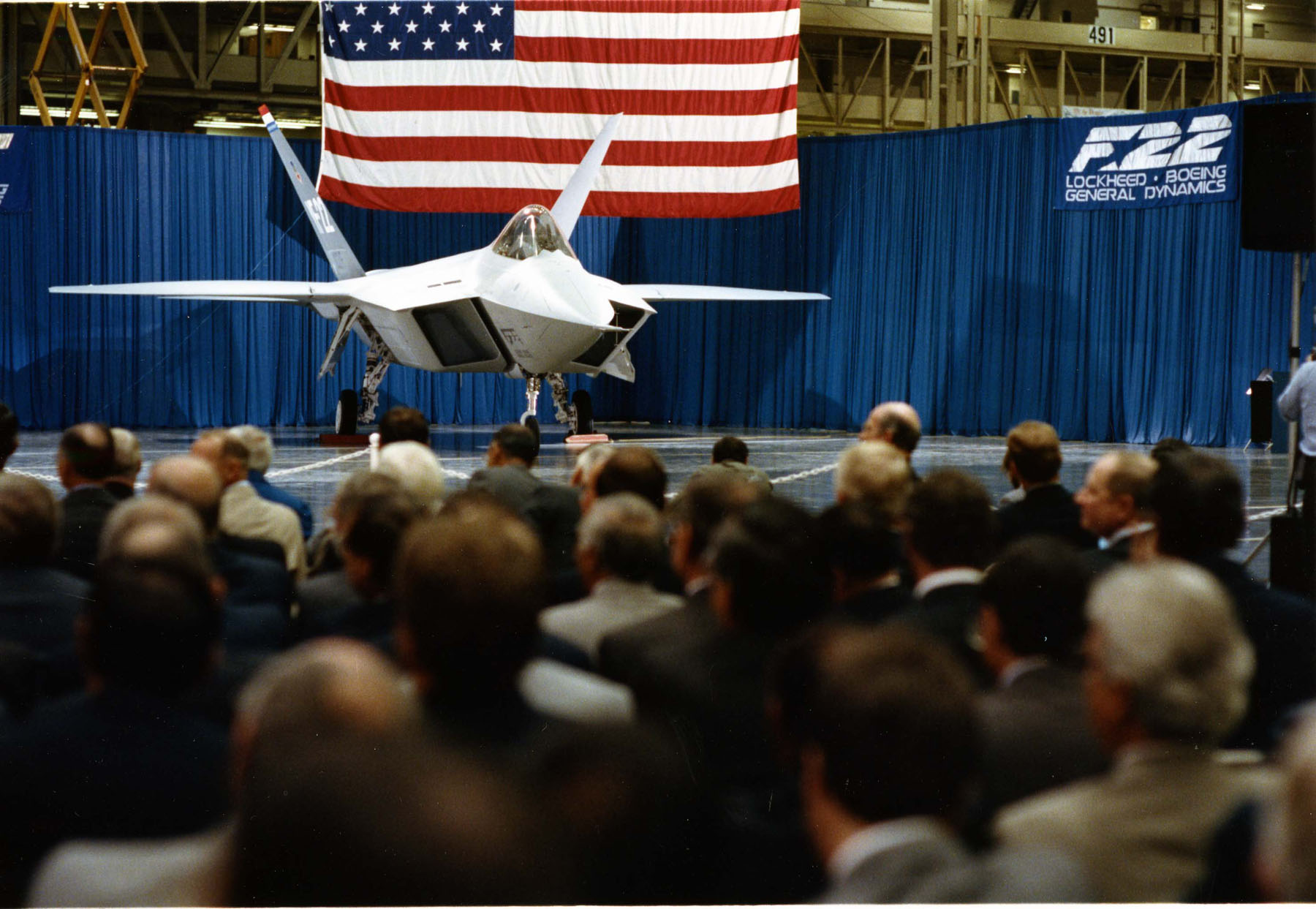
ロールアウト式典でその姿を披露するYF-22ライトニングII（現：ラプター）
YF-23に比べ、V字型の垂直尾翼や水平尾翼を有するなど、保守的な設計だったと言える

1990年6月22日、まずノースロップ社パームデール工場から陸路でエドワーズ空軍基地に輸送されたYF-23Aは、記者団の前に初めてその姿を現した。同年8月27日に初飛行を行うが、左主脚のドアにズレが生じている事を随伴機パイロットが確認したため、予定されていた高度・速度を出す事無く50分間の飛行を終えた。2号機は同年10月26日に初飛行を成功させる。
YF-23Aの初飛行から二日後の8月29日にはロッキード社の開発したYF-22がパームデール工場でロールアウトし、その姿を公にした。ロールアウトから一ヶ月後の9月29日に42分間の初飛行を行った。2号機は10月30日に初飛行。
YF-22の1号機にはジェネラル・エレクトリック社の「YF120-GE-100」が、YF-23A 1号機にはプラット＆ホイットニー社の「YF119-PW-100」がそれぞれ搭載されていた。後に完成した二号機にはそれぞれ異なったエンジンを積み、計4機の試作機で機体とエンジンの選定が開始された。

### YF-22の選定
飛行試験はYF-22Aが74回92時間、YF-23Aが50回65時間行われた。ロールアウトの遅れたYF-22Aであったが、飛行試験ではその数でYF-23Aを巻き返し、空対空ミサイルの試射や空中給油試験も行った。
試験は詳細を非公開としたままで、1991年4月23日にロッキード社の「YF-22」とプラット＆ホイットニー社の「YF119-PW-100」をATFとして選定した、との発表を行い終了した。

### 名称
名称はロッキード社が開発し、太平洋戦争中に活躍したP-38ライトニングにちなみ、「ライトニングII（Lightning II）」と名付けられた。後に「ライトニング」の名はロッキード社が中心となり共同開発されたF-35統合打撃戦闘機に譲られ、F-22には猛禽類を意味する「ラプター」の名が与えられた。一方のYF-23には「ブラック・ウィドウII（Black Widow II）」の名が与えられる。こちらも太平洋戦争中に活躍したP-61 ブラック・ウィドウが初代である。
後にYF-23の2号機にはグレイ・ゴースト（Gray Ghost）の名が、1号機はブラック・ウィドウ・スパイダー（Black Widow Spider）へと改名された。

### 量産計画
選定後、ロッキード社はジェネラル・ダイナミクス社、ボーイング社と共同でF-22の量産を行う事を決定した。アメリカ空軍の計画では、1995年中盤頃までに13機の開発用機の初号機が初飛行、1996年末から量産を開始し、最終的には航空団5・5個分に相当する648機のF-22Aを受領するとした。
しかし、湾岸戦争以降からアメリカ空軍では組織変更によって、機種や任務の混成で航空団を組織する事となり、同一機種を大量配備する方針を改めた。また、ソビエト連邦の崩壊によって冷戦が終結。ソビエトと言う強大で明確な敵を失った事で、国防費の削減が進められた。この様な世界情勢等の変化によって導入の意義が薄れ量産計画が先送りとなり、訓練などに用いられる複座型のF-22Bの開発中止を伴いながら、実戦配備されたのは2005年12月の事であった。2011年12月最終号機である187号機がロールアウトして生産が終了した。